# جون براون (سياسي أمريكي، مواليد 1757)
جون براون (بالإنجليزية: John Brown)‏ هو رجل دولة ومحامي وسياسي أمريكي، ولد في 12 سبتمبر 1757 في ستونتون في الولايات المتحدة، وتوفي في 29 أغسطس 1837 في ليكسينغتون في الولايات المتحدة. نشط حزبياً في الحزب الجمهوري الديمقراطي.

## مناصب
- انتخب الرئيس المؤقت لمجلس الشيوخ الأمريكي (16 أكتوبر 1803 – 26 فبراير 1804).
- انتخب عضو مجلس نواب الولايات المتحدة عن ولاية فرجينيا (1789 – 1792).
- انتخب عضو مجلس ولاية فرجينيا (1784 – 1787).
- انتخب عضو مجلس النواب الأمريكي عن دائرة Virginia's 2nd congressional district [الإنجليزية]‏ (1789 – 1792).
- انتخب عضو مجلس الشيوخ الأمريكي (18 يونيو 1792 – 4 مارس 1805).